# 菊池警察署
菊池警察署（きくちけいさつしょ）は、熊本県警察所管の警察署で、管内面積が276.66平方キロメートル、管内人口が5万168人となっている。

## 所管区域
- 菊池市

## 所在地
- 熊本県菊池市隈府790番地

## 交番・駐在所
| 名称       | 読み         | 所在地                 |
| ---------- | ------------ | ---------------------- |
| 花房台交番 | はなふさだい | 菊池市泗水町吉富3241-2 |
| 西寺駐在所 | にしでら     | 菊池市西寺1904-1       |
| 龍門駐在所 | りゅうもん   | 菊池市雪野732-3        |
| 水源駐在所 | すいげん     | 菊池市重味2515-7       |
| 旭志駐在所 | きょくし     | 菊池市旭志小原167      |
| 七城駐在所 | しちじょう   | 菊池市七城町砂田1457-3 |

## 関連リンク
- 熊本県警察